# Victor Rosen
Pour les articles homonymes, voir Rosen.
Victor Rosen, né en 1909 aux États-Unis, est un écrivain américain, auteur de trois ouvrages de criminologie et, sous le pseudonyme de Victor Zorin, d'un recueil de poésie.

## Biographie
Calibre. 38 est la biographie de Francis Crowley, criminel américain mort exécuté sur la chaise électrique le 21 janvier 1932. Sa vie est racontée à partir d’articles de presse, de témoignages et d’extraits du procès.
Dark Plunder raconte l’arrestation et le procès de Vincent Coll, gangster new-yorkais de 1925 à 1932.
Victor Rosen a également publié, sous le pseudonyme de Victor Zorin, un recueil de poèmes en 1926.

## Œuvre

### Ouvrages de criminologie
- A Gun in His Hand, 1951 Publié en français sous le titre Calibre 38, Paris, Gallimard, Série noire no 110, 1952 ; réédition, Paris, Zed, collection Haute Tension n° 7, 1963 ; réédition, Paris, Gallimard, La Poche noire no 56, 1968 ; réédition Carré noir no 410, 1981
- Dark Plunder, 1955
- Wild Justice, 1957

### Recueil de poésie signé Victor Zorin
- Wind Tossed Leaves, 1926 ; réédition en 1954